# ویکتوریا استار ۲
ویکتوریا استار ۲ (به انگلیسی: Victoria Star 2) یک کشتی است که طول آن ۹۶ فوت (۲۹ متر) می‌باشد. این کشتی  در سال ۱۹۹۵ ساخته شد.